# C+C Music Factory
A C + C Music Factory vagy C & C Music Factory egy amerikai együttes, melyet Robert Clivillés és David Cole alapítottak 1989-ben. A csapat legismertebb slágerei a Gonna Make You Sweat (Everybody Dance Now) című dal, illetve a Here We Go (Let's Rock & Roll), Things That Make You Go Hmmm..., és a Just a Touch of Love című dalok voltak. A zenekar először 1996-ban szűnt meg Cole halála után.
2010-ben a C + C Music Factory újjá alakult, és Cole helyére Eric Kupper került. Freedom Williams aki a csapat énekese volt, levédette a neveket, és jogokat, és 2003-tól önállóan turnézik.
A C + C Music Factory világszerte összesen 35 zenei díjat kapott. Többek között két MTV Video Music Awards díjat, valamint 2016 decemberében a Billboard magazin a 44. legsikeresebb dance együttesének rangsorolta a csapatot.

## A zenekar története
A csapat neve a Clivillés és Cole vezetéknevekből származik. A csapat producerei David Cole  és Robert Clivillés voltak, akik sűrűn váltogatták a női vokálokat, szinte minden felvételnél. Eric Kupper Cole helyében került 2010-ben, öt évvel Cole halála után.

### A kezdetek
A C + C Music Factory megalakulása előtt Robert Clivillés és David Cole a 2 Puerto Ricans, a Blackman, and a Dominican nevű rövid életű house csapatban tevékenykedtek a 80-as évek végén. 1989-ben megalapították a C + C Music Factoryt, ahol a rapper Freedom Williams volt. Első daluk a Get Dumb! (Free Your Body) című dal, mely Boyd Jarvis 1983-as dalának a The Music Got Me címűnek alapjaira épült. A dalt Boyd Jarvis engedélye nélkül rögzítették, aki Cole és Clivillés ellen pert indított.

### Gonna Make You Sweat (1989-1992)
1989-ben Clivillés és Cole Zelma Davis és Martha Wash énekesnőkkel, valamint Freedom Williams MC-vel felvették a Gonna Make You Sweat című első debütáló stúdióalbumot. 1990-ben a Billboard 200-as albumlistán a lemez 2. helyezést érte el, valamint az R&B lista 11. helyezettje lett 5x platina státusszal. Kezdetben Elena Cooper vokálozott, míg elintézték Zelma Davis zöldkártyáját, hogy az Államokban maradhasson.
Az első debütáló albumról négy kislemez jelent meg, és mindegyik dal slágerlistás helyezést ért el a Billboard Dance / Club Play listán. A Gonna Make You Sweat (Everybody Dance Now) című dal 1. helyezést ért el a Billboard Hot 100-as listán, valamint az R&B kislemezlistán is. Az Egyesült Királyságban a 3. helyig sikerült jutnia. A Just a Touch of Love című dal volt az utolsó kimásolt kislemez a Gonna Make You Sweat című albumról. Sikere annak is köszönhető, hogy a dal az Apáca show című filmben is hallható volt. Az albumról még két Top 5-ös kislemezt sikerült produkálni, úgy mint a Here We Go (Let's Rock & Roll) és a Things That Make You Go Hmmm... című dalokat. A dal 4. helyezést ért el az Egyesült Királyságban.
1992-ben a Keep It Comin' (Dance Till You Can't Dance No More) című daluk is 1. helyezett lett a Dance / Club slágerlistán melyben Deborah Cooper vokálozott. A dal szerepelt a Buffy, a vámpírok réme című Tv filmsorozatban is.

### Második és harmadik album (1994-1995)
A csapat második albuma, az Anything Goes! 1994-ben jelent meg, melyről három dal jelent meg kislemezen, a Do You Wanna Get Funky, Boriqua Anthem, és a Take a Toke című dalok. A Do You Wanna Get Funky című dal Billboard Hot 100-as listán első helyezést ért el, azonban a kritikusok mindhárom dalról pozitívan nyilatkoztak. Az album a Billboard 200-as listán a 106. helyig jutott, az R&B listán viszont a 39. helyig sikerült jutnia. Az albumon a visszatérő Zelma Davis és Martha Wash vokálozott. Freedom Williamset felkérték, hogy térjen vissza a csapatba, azonban elutasította az ajánlatot.
Harmadik C + C Music Factory című stúdióalbumuk 1995 végén jelent meg Európában, melyről egy No.1. kislemezt sikerült megjelentetniük az I'll Always be Around című dalt. Az albumot Európában az MCA kiadó jelentette meg, azonban az Államokban nem jelent meg. A kislemez promóciós bakelit maxin és cd-n jelent meg az Egyesült Államokban. Ez volt az utolsó dal mely a C + C Music Factory égisze alatt jelent meg. A Don't Stop Remix 1996-ban csak Japánban jelent meg promóciós anyagként.

### Visszatérés (2010)
2010-ben Cole helyére Eric Kupper lépett, majd megjelent a Live Your Life című dal, melyet Scarlett Santanaval együtt vettek fel 2010 elején. A dal Bill Coleman Remixxer válogatás albumára került fel. 2011 augusztusában megjelent a Rain című dal Scarlett Santa featuring CnC Music Factory néven.

### Alternatív nevek alatti kiadások
1991-ben  Clivillés + Cole néven egy dupla A oldalas kislemezt jelentettek meg az U2 Pride (In the Name of Love) című dalának remixével, melynek a B oldalán a Deeper Love című dal szerepelt. A dalban Deborah Cooper vokálozott, aki a Clivillés + Coles duó vokalistája volt hosszú éveken át. Deborah Cooper előadta a Deeper Love című dalt a Saturday Night Live című show műsorban, melyet eredetileg Aretha Franklin énekelt. A dal 1992-ben slágerlistás helyezést ért el a Billboard Hot 100-as listán. A Deeper Love 44. míg a Pride (In The Name Of Love) az 54. helyezést érte el. A dal a Clivillés + Cole albumon a Greatest Remixes Vol.1 című albumon hallható.
1992-ben a The S.O.U.L. S.Y.S.T.E.M. nevű dance csapatot hozták létre a tagok, mely csupán egyetlen remixet jelentetett meg promóciós kislemezként az Arista kiadónál.
Clivillés és Cole 1994-ben The 28th Street Crew néven jelentettek meg kislemezt, azonban már 1989-ben jelentettek meg albumot I Need a Rhythm címmel.
Clivillés és Cole produceri munkákat vállalt a reggae énekes El General számára, aki a Las Chicas című dalt dobta piacra a producer páros segítségével.

## Szerzői jogok, védjegyek
2003-ban Freedom Williams megszerezte a C + C Music Factory jogait, így ő ezen a néven koncertezhet, valamint az összes jog őt illeti.  2014-ben C & C Music Factory-ra változtatta a nevet, és megújította a jogokat. Clivillés ezt a döntést a legnagyobb sértésnek veszi, mivel őt is az alapító tagok között jegyzik.

## Diszkográfia
Stúdióalbumok
- Gonna Make You Sweat (1990)
- Anything Goes! (1994)
- C+C Music Factory (1995)

## Díjak, jelölések

### American Music Awards
| Év   | Jelölt              | Kategória                                                                  | Eredmény |
| ---- | ------------------- | -------------------------------------------------------------------------- | -------- |
| 1992 | "C+C Music Factory" | Favorite Pop/Rock Band/Duo/Group (Kedvenc pop, rock csapat, duó, együttes) | Elnyerte |
| 1992 | "C+C Music Factory" | Favorite Pop/Rock New Artist (Kedvenc Pop/Rock előadó)                     | Elnyerte |
| 1992 | "C+C Music Factory" | Favorite Dance New Artist (Kedvenc Új dance előadó)                        | Elnyerte |
| 1992 | "C+C Music Factory" | Favorite Dance Artist (Kedvenc dance előadó)                               | Elnyerte |

### Grammy Music Awards
| Év   | Jelölt              | Kategória                             | Eredmény |
| ---- | ------------------- | ------------------------------------- | -------- |
| 1991 | "C+C Music Factory" | Best New Artist (A legjobb új előadó) | Jelölve  |

### MTV Video Music Awards
| Év   | Jelölt                                       | Kategória                                                    | Eredmény |
| ---- | -------------------------------------------- | ------------------------------------------------------------ | -------- |
| 1991 | "Gonna Make You Sweat (Everybody Dance Now)" | Best Dance Video (Legjobb dance videóklip)                   | Elnyerte |
| 1991 | "Gonna Make You Sweat (Everybody Dance Now)" | Best Choreography in a Video (Legjobb video koreográfia)     | Elnyerte |
| 1991 | "Gonna Make You Sweat (Everybody Dance Now)" | Video of the Year (Az év videóklipje)                        | Jelölve  |
| 1991 | "Gonna Make You Sweat (Everybody Dance Now)" | Best New Artist in a Video (A legjobb új előadó videóklipje) | Jelölve  |
| 1991 | "Gonna Make You Sweat (Everybody Dance Now)" | Viewer's Choice (Nézői szavazatok)                           | Jelölve  |
| 1991 | "Things That Make You Go Hmmm..."            | Best Art Direction in a Video (A legjobb művészi video)      | Jelölve  |